# Stierlibaszewo
Stierlibaszewo (ros. Стерлибáшево, baszk. Стәрлебаш) – wieś (ros. село, trb. sieło) w Rosji, w Baszkortostanie. W 2010 roku liczyła 5930 mieszkańców.